# San Giovanni la Punta
San Giovanni la Punta est une commune italienne de la province de Catane dans la région Sicile en Italie.

## Toponymie
San Giuvanni la Punta en sicilien.

## Personnalités liées à la commune
- Gabriele Allegra (1907-1976), missionnaire en Chine, bienheureux béatifié en 2012 ;
- Gaetano Nicosia (1915-2017), missionnaire en Chine auprès des lépreux.

## Administration
| Période                                  | Période  | Identité               | Étiquette | Qualité |
| ---------------------------------------- | -------- | ---------------------- | --------- | ------- |
| 31 mai 2005                              | En cours | Andrea Barbaro Messina |           |         |
| Les données manquantes sont à compléter. |          |                        |           |         |

### Hameaux
Trappeto

### Communes limitrophes
Aci Bonaccorsi, Pedara, San Gregorio di Catania, Sant'Agata li Battiati, Trecastagni, Tremestieri Etneo, Valverde (Catane), Viagrande